# Iraklis Saloniki (piłka siatkowa kobiet)
Iraklis Saloniki – żeński klub piłki siatkowej z Grecji. Został założony w 1908 w Salonikach.

## Sukcesy
- Mistrzostwa Grecji:
  -  2002, 2005, 2007, 2008
- Puchar Grecji:
  -  2000, 2002, 2004, 2005, 2006
- Superpuchar Grecji:
  -  2004, 2005, 2007, 2008